# Guifré II de Barcelona
Guifré II de Barcelona   (Girona, c. 874 - Barcelona, 26 d'abril de 911) i III de Girona, anomenat també Borrell I o simplement Guifré Borrell, va ser comte de Barcelona, Girona i Osona (897-911), el darrer comte que va prestar vassallatge a un monarca franc. Nascut vers el 874, va ser el fill primogènit de Guifré I el Pilós i Guinidilda d'Empúries. És un comte que antigament va ser poc conegut o ignorat; com afirma Miquel Coll i Alentorn és conegut gràcies a la tasca d'historiadors moderns que van despatxar la confusió sobre la data de la seva mort, perquè es creia que o bé havia regnat breument entre 912-914, o que havia mort abans que Guifré I.
Pel que fa a la doble nomenclatura d'aquest comte, això és a causa de la confusió evident amb el seu pare, també anomenat Guifré, i de fet és palesa des del mateix moment del seu regnat, especialment en els textos, i per això es va intentar buscar una fórmula per evitar confusions, així per exemple és anomenat Gauzfredus (Jofré) el 898, o Guifredus, filius Guifredi; a partir del 908 apareix com domno Wifredo, comite et marquio, que vocant Borrello, és a dir Borrell, nom que seria àmpliament utilitzat pels successors, com el seu germà Sunyer, que l'anomena a partir del 944 únicament Borrell, un nom que, segons Coll i Alentorn, respondria més a l'ascendència materna, en no trobar noms similars a la branca paterna. Des del segle x s'havia confós la seva persona amb la de Guifré el Pilós, a qui es creia que havia viscut fins a l'any 912, i es suposava que Guifré II havia mort emmetzinat abans de la mort del seu pare. Al segle xvi es descobreix la confusió, perquè des d'època del comte, per evitar confusió, ja se l'havia anomenat Jofre, documentat el 898, i Borrell des del 908.

## Biografia
Nascut vers el 874, era fill primogènit del comte Guifré I el Pilós i Guinidilda d'Empúries. No obstant això, segons Coll i Alentorn, Guifré II potser no va ser el primogènit sinó el més gran dels fills sobrevivents a Guifré I, basant-se en la tradició d'anomenar el primogènit com l'avi, en aquest cas Sunifred, i afirma que Guifré el Pilós hauria tingut un altre fill mort en la infància, quan havia nascut ja probablement Guifré, i després el nom de l'avi fou imposat a un altre fill.
|  |                        |  |  |  |  |  |  |  |  |  |  |  |  |  |  |  |
|  | Sunifred I d'Urgell    |  |  |  |  |  |  |  |  |  |  |  |  |  |  |  |
|  |                        |  |  |  |  |  |  |  |  |  |  |  |  |  |  |  |
|  |                        |  |  |  |  |  |  |  |  |  |  |  |  |  |  |  |
|  | Guifré I de Barcelona  |  |  |  |  |  |  |  |  |  |  |  |  |  |  |  |
|  |                        |  |  |  |  |  |  |  |  |  |  |  |  |  |  |  |
|  |                        |  |  |  |  |  |  |  |  |  |  |  |  |  |  |  |
|  | Ermessenda             |  |  |  |  |  |  |  |  |  |  |  |  |  |  |  |
|  |                        |  |  |  |  |  |  |  |  |  |  |  |  |  |  |  |
|  |                        |  |  |  |  |  |  |  |  |  |  |  |  |  |  |  |
|  | Guifré II de Barcelona |  |  |  |  |  |  |  |  |  |  |  |  |  |  |  |
|  |                        |  |  |  |  |  |  |  |  |  |  |  |  |  |  |  |
|  |                        |  |  |  |  |  |  |  |  |  |  |  |  |  |  |  |
|  | Gunilda d'Empúries     |  |  |  |  |  |  |  |  |  |  |  |  |  |  |  |
|  |                        |  |  |  |  |  |  |  |  |  |  |  |  |  |  |  |
|  |                        |  |  |  |  |  |  |  |  |  |  |  |  |  |  |  |

El 898 es casà amb Gersenda de Tolosa, filla d'Eudes de Tolosa, de la qual no tingué descendència masculina. Varen tenir una filla, Riquilda de Narbona, casada amb Odó I el vescomte de Narbona el 933.

## Successió
A la mort de Guifré I els seus fills eren joves, segons Abadal Guifré II tenia uns 23 anys, de fet, ja casat amb la seva muller Garsenda. Ell va heretar els seus honors i estats de Barcelona-Osona, no obstant això, els territoris barcelonins havien quedat trasbalsats a la mort del comte, de fet la mateixa Barcelona havia estat evacuada a causa de l'amenaça sarraïna, i Guifré II sembla residir durant aquests anys a Girona. No obstant això, sembla que a la capital va restar una guarnició militar, i finalment en no ser presa la ciutat la seva població va tornar el 898. Dels seus altres germans, Guifré es va encarregar de la tutela del seu germà petit Sunyer, que encara era menor, a qui se li va atribuir la successió al comtat de Besalú després de la mort del comte Radulf, germà de Guifré I. A l'altra germà de Guifré II, Miró, li va correspondre el comtat de Cerdanya i les comarques del Conflent i el Berguedà, i, finalment, a Sunifred el d'Urgell.

## Contactes carolingis
Durant el govern de Guifré II es va reprendre el contacte amb la cort carolíngia. Hi va contribuir la inseguretat que patien els comtats arran de la derrota i mort de Guifré I a mans dels sarraïns i la restauració de la Dinastia carolíngia a la mort de l'usurpador Odó I (898) i de la proclamació de Carles el Simple, fill petit de Lluís el Tartamut. Carles va tenir gran interès a afirmar la seva autoritat al sud dels Pirineus, va expedir fins a dotze documents d'un total de vint-i-set per al conjunt dels estats francs. El 898 va utilitzar la fórmula fins aleshores inèdita de «tot el nostre regne de Gòtia o Septimània» i, de fet, el 915 va intitular-se «rei dels francs i dels gots». També el 908, el monarca va imposar al seu palatí Guigó com a bisbe de Girona, que va ser acceptat per Guifré II. Els comtes barcelonins no podien esgrimir l'excusa d'un rei il·legítim, perquè al tron tornava a haver-hi un monarca carolingi. Tanmateix, malgrat que el nou rei va intentar reafirmar l'autoritat de la monarquia, no va poder evitar la fragmentació del patrimoni reial, la cessió de predis i drets fiscals, com tampoc que els comtes passessin de governadors a propietaris efectius dels dominis. Guifré II va jurar a Tours-sur-Marne fidelitat i homenatge a Carles el Simple, de fet s'hi encomanà i a canvi va obtenir la possessió de les terres despoblades dels comtats d'Osona i de Manresa (899); seria el darrers dels comtes de la marca a encomanar-se al rei franc, tret del que va fer probablement Guifré de Besalú a Lluís d'Ultramar el 952. D'altra banda, a pesar d'aquesta teòrica submissió al rei franc, els textos coetanis de Guifré l'esmenten amb títols superiors a la dignitat comtal: «eximi príncep», «príncep màxim» o «il·lustríssim i venerable baró».

## Govern
També va participar en les assemblees eclesiàstiques de Barcelona (906) i Girona (908). Des de l'any 908, de fet, l'economia del comtat sembla estar refeta i Guifré II va continuar i ampliar l'obra de repoblament iniciada pel seu pare al Lluçanès, entre el 900 i el 909, amb la del Baix Llobregat, concretament al Congost el 898, a vora dreta del riu Llobregat el 904, de la qual es va fomentar la defensa.

## Mort

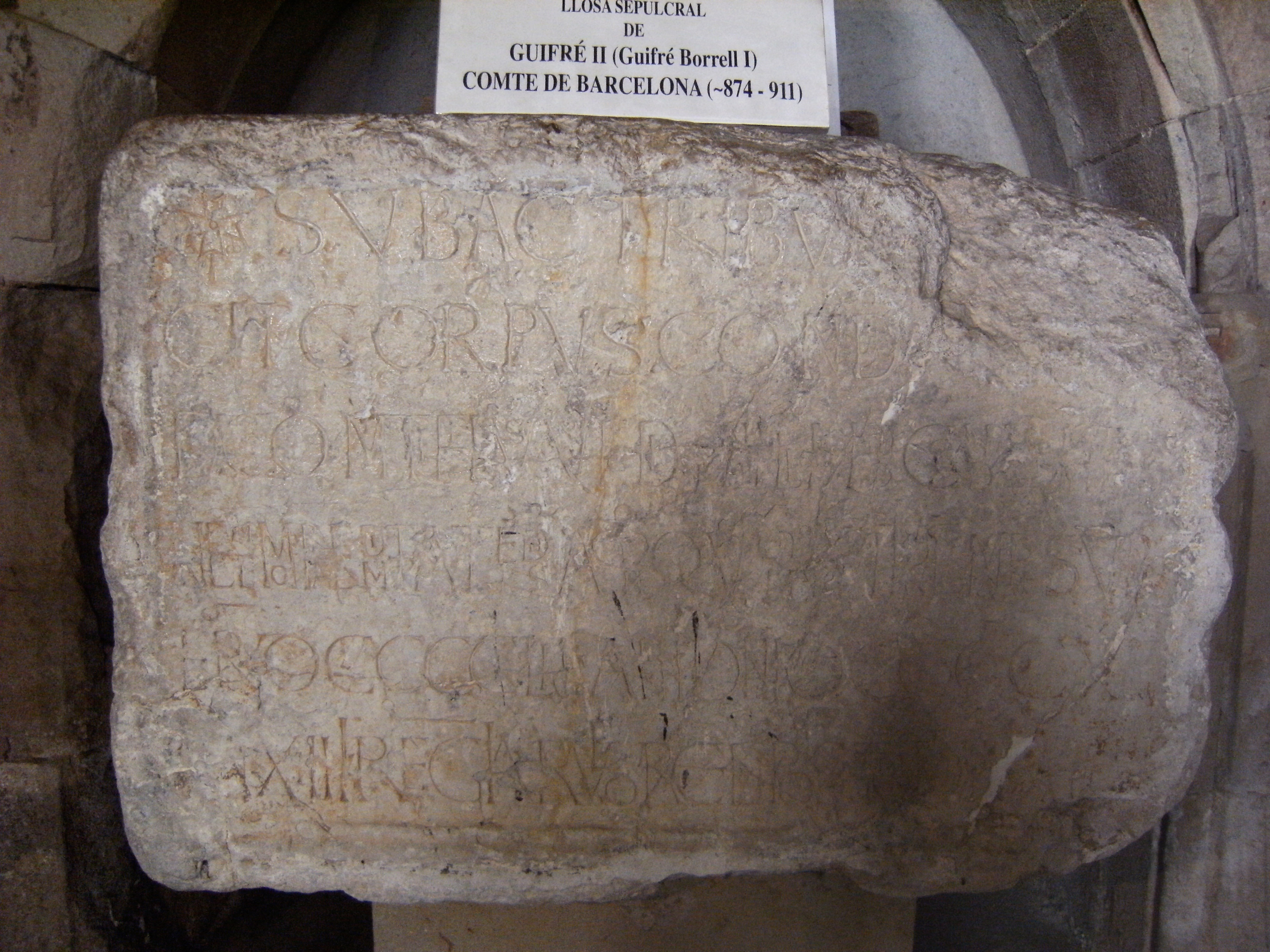
Làpida del sarcòfag de Guifré II al Monestir de Sant Pau del Camp (Barcelona). La inscripció diu:
SUB. AC. TRIBUNA. IACIT. CORPUS. CONDAM.
WIFREDI. COMITIS. FILIUS. WIFREDI. SIMILI.
MODO. CONDAM. COMITIS. BONE. MEMORIAE.
DIMITTAT. EIS. DNS. AMEN. QUI. OBIIT. VI. KL.
MADII. SUB. ERA. DCCCCLII. ANNI. DNI.
DCCCCXIIII. ANNI. XIIII. REG. KARULO.
REGE POST. ODONEM. Α†Ω

Va morir el 26 d'abril de 911, segurament a Barcelona, va ser enterrat a Sant Pau del Camp, monestir que havia fundat o bé restaurat, tot i que documental no consta; a més el monestir de Ripoll havia passat a la branca cerdana de la família i els comtes no tornarien a enterrar-s'hi fins al regnat de Ramon Berenguer III, que va incorporar els territoris del comtat de Cerdanya. En el seu testament va disposar del dret de moneda a favor de l'Església de Vic, si bé sempre sota reserva expressa de l'aprovació reial. A la seva mort sense descendència masculina directa, el va succeir el seu germà Sunyer, amb el consentiment de Miró, que ja havia rebut els comtats de Besalú i el Ripollès.

### Inscripció làpida
SUB. AC. TRIBUNA. IACIT. CORPUS. CONDAM. WIFREDI. COMITIS. FILIUS. WIFREDI. SIMILI. MODO. CONDAM. COMITIS. BONE. MEMORIAE. DIMITTAT. EIS. DNS. AMEN. QUI. OBIIT. VI. KL. MADII. SUB. ERA. DCCCCLII. ANNI. DNI. DCCCCXIIII. ANNI. XIIII. REG. KARULO. REGE POST. ODONEM. Α†Ω
"Sota aquesta tribuna, jau el cos del comte Guifré, fill de l'igualment comte Guifré que tan bona memòria deixà. Senyor nostre, Amén. Qui morí el 26 d'abril de l'era 952, any del Senyor 914, any 14 del rei Carles després del rei Odó. Α†Ω"